# Браччиолини, Франческо
Франческо Браччиолини (итал. Francesco Bracciolini) — итальянский поэт.

## Биография
Родился 26 ноября 1566 г. в Пистойе; 40 лет от роду поступил в духовное звание и сделался секретарем кардинала Маффео Барберини, впоследствии папы Урбана VIII, который, вступив на папский престол (1623), пригласил его в Рим, дал ему титул dalle api (что значит — пчел) и право поместить на своем гербе трех пчел дома Барберини. По смерти Урбана, Б. вернулся в Пистойю, где и † 31 августа 1646 г. Из его поэтических произведений содержания частью серьёзного, частью комического, замечательнейшим является сатирическая поэма: «Lo scherzo degli dei» (Флорен., 1618; лучшее издание Милан, 1828, 2 т.), в которой подвергаются осмеянию боги античного мира. Большой успех имела в свое время и его героическая поэма: «La croce racquistata», в 35 песнях (Флоренц., 1618 и чаще). Кроме того, Б. написал несколько прекрасных эклог и много разных стихотворений, изданных под заглавием: «Poesi giocose» (наиболее полное издание Флоренц., 1826, 2 т.).

## Избранные труды
- Croce racquistata :  [итал.]. — Венеция : appresso Bernardo Giunti, Gio. Battista Ciotti, & compagni, 1611.
- L'Evandro, Tragedia :  [итал.]. — Флоренция : appresso i Giunti, 1612.
- L'Harpalice, Tragedia :  [итал.]. — Флоренция : appresso Giandonato e Bernardino Giunti e compagni, 1613.
- Dello scherno degli Dei :  [итал.]. — Венеция : appresso Paolo Guerigli, 1618.
- L'elettione di Urbano Papa VIII :  [итал.]. — Рим, 1628.
- La Roccella espugnata :  [итал.]. — Рим : Giacomo Mascardi, 1630.
- La Bulgheria convertita :  [итал.]. — Рим : Giacomo Mascardi, 1637.